# Albert E. Rice
Albert E. Rice (Vinje, 24 settembre 1845 – Rochester, 11 settembre 1921) è stato un politico statunitense. Fu reggente dell'Università del Minnesota e 10° vicegovernatore del Minnesota sotto i governatori Andrew Ryan McGill e William Rush Merriam.
Nato in un comune nella regione norvegese del Telemark, si trasferì nel 1860 negli Stati Uniti dove, durante la guerra civile americana, prestò servizio in un reggimento del Wisconsin e nel 1866 si trasferì a Willmar. Prima di diventare vicegovernatore venne eletto più volte al Senato del Minnesota. Morì nel 1921 a Rochester.